# موسکوتاه (کانزاس)
موسکوتاه (به انگلیسی: Muscotah) شهری در ایالت کانزاس کشور ایالات متحده آمریکا است که جمعیت آن در سرشماری سال ۲۰۱۰ میلادی، ۱۷۶ نفر بوده‌است.